# جيل بورنس
جيل بورنس (بالإنجليزية: Gill Burns)‏ هي مُدرسة بريطانية، ولدت في 12 يوليو 1964 في بريسكوت ‏ في المملكة المتحدة.